# Хватайте всё
«Хватайте всё» — пьеса австралийского драматурга Дэвида Уильямсона. Пьеса сатирически рассказывает о лихорадочных скупках произведений искусств на аукционах, как вложение денег в вечные ценности. Уильямсон также высмеивает шесть из семи смертных грехов человечества — Гордыня, Алчность, Чревоугодие, Зависть, Гнев, Похоть.

## Сюжет
История заключается в попытках Симоны, молодого неоперившегося торговца произведениями искусства, продать картину Бретта Уитли за рекордные 2 миллиона долларов и таким образом утвердиться как самый успешный арт-дилер города. Амбиция становится отчаянием, когда подписывается контракт, подтверждающий стоимость картины, рискуя при этом потерять собственные сбережения и деньги партнера Симоны — Гарри.
Симона, с её скромным списком клиентов и начальных сбережений, организовывает неофициальный аукцион, чтобы «набить» цену. Среди её перспективных покупателей Дон Грей, корпоративный скупщик произведений искусства, все еще уверенный, что Симона — большой дилетант в области искусства; Кел и Минди, молодая пара доткома, у которых деньги важнее, чем чувство прекрасного; и Мэнни и Фелисити, богатая, но несчастная пара, ищущая достойный трофей.
Процесс «игры в аукцион» ставит под угрозу авторитет Симоны «Вы — азартный игрок, не так ли? Вы пытаетесь продать мне за большие деньги то, что стоит гораздо меньше. Но вы сделаете все, чтобы добиться своего», — говорит Мэнни. Пытаясь скрыть свою неопытность в искусстве, Симона потокает всем прихотям покупателей.
Когда наступает момент истины, Симона решает сменить тактику, предупредив наивного Минди, безнадежно влюбившегося в непутевого дилера, что работы Уитли чрезвычайно переоценены. Она предлагает Минди не спешить с покупкой, и в этот момент из игры решает выйти Мэнни, оставляя Симону лицом к лицу перед банкротством.
В конце Симоне удается все же продать картину Дону Грею, который счастлив наблюдать, что её клиенты не смогут заплатить $2 миллиона, что Грею кажется своего рода мстительным актом против корпоративного мира. Симона не теряет собственных денег, но и не выручает ничего больше. Она обращается к аудитории, что полученный урок является бесценным и что теперь ей откроются новый возможности в торговле. Она не сожалеет о том, что ей не удалось много заработать — это все для того, чтобы стать лучшим дилером в городе…

## Постановка
Пьеса ставилась в Сиднее в 2001 году. После успеха в Австралии было решено поставить пьесу в Лондоне в театре Вест-Энд в 2002 году, слегка видоизменив её. Симону переименовали в Лорейн (её играла Мадонна), вместо работы австралийского художника Бретта Уитли продавалась картина Дж. Поллока. И не за 2, а за 20 миллионов долларов. Дебют Мадонны на Вест-Энде. Как считают многие, певица согласилась играть в нём ради мужа Гая Ричи, чтобы как-то улучшить свою актёрскую репутацию, особенно перед премьерой его фильма «Унесённые». Играя спектакль почти ежедневно с мая по июль 2002 года, она решила, что её амбиции полностью удовлетворены. Критики отмечали, что у певицы не хватает актёрской техники, тот факт, что зрители её слишком любят (приходится просить их перестать аплодировать после 5 минут в начале спектакля). Один автор использовал в рецензии строку из пьесы:«Если вы думаете, что большой рекламный бюджет может продать любую фигню, то это не так. Это должна быть качественная фигня». После нескольких спектаклей Мадонна добавила в свою роль песню про любимых художников, включая Ван Гога и Джексона Поллока, переиначив тему из мюзикла «Звуки музыки». Несмотря на негативные отзывы профессионалов, за все время постановки в Лондоне не было ни одного пустующего стула и спектакль получил награду театралов в номинации «Событие года».